# Konrad Fiedler
Pour les articles homonymes, voir Fiedler.
Konrad Fiedler (Oederan, 23 septembre 1841 - Munich, 13 juin 1895) est un savant allemand qui fut également  un  théoricien de l'art.

## Biographie
Fiedler naquit à Oederan, près de Dresde, d'une riche famille juive. Il compléta ses études à Leipzig, où la famille avait emménagé en 1846 et où son père, un industriel qui s’était retiré, décéda en 1854. Après avoir terminé ses études en droit et avoir travaillé pendant un certain temps avec un avocat, Fiedler abandonna sa carrière juridique et se consacra à une série de voyages en Europe et au Moyen-Orient, dans la tradition du Grand Tour .
Au cours de l'un de ces voyages à Rome entre 1866 et 1867, Fiedler rencontra le sculpteur Adolf von Hildebrand et le peintre Hans von Marées avec lesquels il se lia d’une amitié durable qui contribua à une fécondation mutuelle de leurs idées. L'Italie resta une destination constante des voyages de Fiedler, qui acheta une maison dans le parc du manoir d’Hildebrand, près de Florence. La résidence d’Hildebrand, au cours de ces années, était l'un des nombreux salons fréquentés par des intellectuels et des artistes comme Anselm Feuerbach, Albert Lang et Arnold Böcklin.
En 1876 Fiedler épousa Marie Meyer et ils emménagèrent à Berlin puis en Bavière. C'est dans ces années-là que son travail en tant que critique et théoricien devint de plus en plus vif, avec l'élaboration de plusieurs essais et articles. À Munich, en 1895, il décéda dans des  circonstances peu claires après avoir chuté d'une fenêtre.

## Pensée
L'objectif principal des travaux de Fiedler était de construire une théorie de l'art figuratif indépendant de toute affirmation d'évaluation et de définir une épistémologie provenant d’autres disciplines telles que l’esthétique, l’histoire de l'art, l'iconographie ou l'anthropologie. Fiedler entendait trouver les bases de sa théorie dans la vue : en libérant la perception visuelle de la langue et de la pensée, et en attribuant aux sens une opinion indépendante, il aurait été possible d'étudier l'art avec les moyens qui lui sont propres. En fait, les arts visuels, selon Fiedler, sont l'activité qui créent des formes interprétables dans le domaine exclusif de la perception visuelle.
Cette théorie esthétique, que l'on retrouve également dans la production artistique et les théories de Hildebrand et de Marées, a été définie par la suite par Benedetto Croce comme étant de « pure vision ». Elle eut une grande influence sur la plupart des critiques de l'art au tournant des XIXe et XXe siècles, en particulier sur Alois Riegl.

## Œuvres

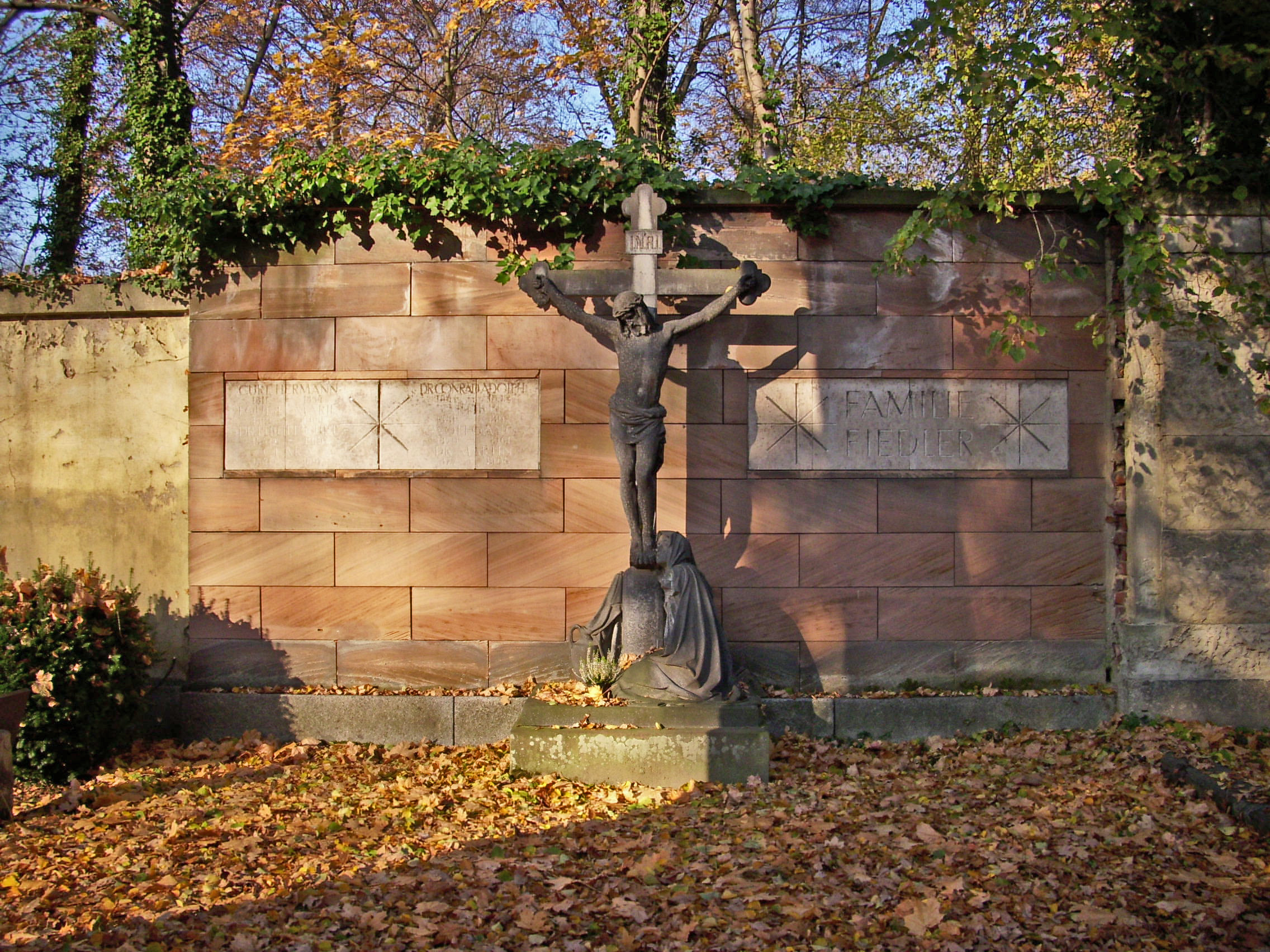
Tombe de Fiedler à Leipzig

- Über die Beurteilung von Werken der bildenden Kunst (Sur l’évaluation des œuvres de l’art visuel), 1876
- Über den Ursprung der künstlerischen Tätigkeit (Sur l’origine de l’activité artistique), 1887
- Hans von Marées, 1889